# Kostelík (Kladruby)
Kostelík je 534 m vysoký vrch ve Středočeském kraji. Vypíná se nad obcí Kladruby u Vlašimi. Jedná se o druhý nejvyšší vrchol v geomorfologickém okrsku Kácovská pahorkatina a nejvyšší vrchol v podokrsku Libežská vrchovina. Podle pověsti zde kázal Jan Hus.